# Список номинантов на премию «Большая книга» 2012 года
Список номинантов на премию «Большая книга», попавших в длинный список (лонг-лист) премии «Большая книга» в сезоне 2011—2012 года.
Список представлен в следующем виде — Победители, Список финалистов (кроме Победителей), Длинный список (кроме Победителей и Списка финалистов). Для каждого номинанта указано название произведения, а для рукописей — их авторы (по возможности).

## Победители
1. Гранин Даниил — роман «Мой лейтенант…», Первое место
2. Кабаков Александр, Попов Евгений — «Аксёнов» (книга воспоминаний), Второе место
3. Степнова Марина — «Женщины Лазаря», Третье место, Приз читательских симпатий (третье место)
4. Галлимар Антуан[англ.] (глава старейшего издательства Франции «Галлимар») — Специальная премия «За вклад в литературу»
5. Гранин Даниил — Специальная премия «За честь и достоинство»

## Список финалистов
1. Галина Мария — «Медведки», Приз читательских симпатий (второе место)
2. Григоренко Александр — «Мэбэт»
3. Губайловский Владимир (Рукопись № 268) — «Учитель цинизма»
4. Дмитриев Андрей — «Крестьянин и тинейджер»
5. Маканин Владимир — «Две сестры и Кандинский»
6. Носов Сергей — «Франсуаза, или Путь к леднику»
7. Попов Валерий — «Плясать до смерти»
8. Прилепин Захар — «Чёрная обезьяна»
9. Рубанов Андрей — «Стыдные подвиги»
10. Архимандрит Тихон (Шевкунов) — «Несвятые святые» и другие рассказы», Приз читательских симпатий (первое место)
11. Элтанг Лена — «Другие барабаны»

## Длинный список
1. Бабиков Андрей — «Оранжерея»
2. Байтов Николай — «Думай, что говоришь»
3. Балдин Андрей (Рукопись № 342) — «Пьер переполнен. Сочинение 12-го года»
4. Бенигсен Всеволод — «ВИТЧ»
5. Генкин Валерий — «Санки, козёл, паровоз»
6. Гуров Михаил, Кукушкин Александр — «Служение игумена Траяна»
7. Давыдов Георгий — «Крысолов»
8. Демидов Вадим — «Сержант Пеппер, живы твои сыновья! Там, где падают ангелы»
9. Ефимов Игорь — «Связь времён»
10. Измайлов Наиль — «Убыр»
11. Иличевский Александр — «Анархисты»
12. Каковкин Григорий — «Мужчины и женщины существуют»
13. Кисина Юлия (Рукопись № 315) — «Весна на Луне»
14. Кожурин Кирилл — «Протопоп Аввакум: Жизнь за веру»
15. Кондырев Виктор — «Всё на свете, кроме шила и гвоздя»
16. Кононов Николай — «Фланёр»
17. Крусанов Павел — «Ворон белый»
18. Кубатиев Алан — «Джойс»
19. Лукас Ольга, Степанов Андрей — «Эликсир князя Собакина»
20. Никитин Алексей — «Маджонг»
21. Павлов Олег — «Дневник больничного охранника»
22. Рафеенко Владимир — «Московский дивертисмент»
23. Рясов Анатолий — «Пустырь»
24. Самсонов Сергей — «Проводник электричества»
25. Сараскина Людмила — «Достоевский»
26. Сенчин Роман — «Информация»
27. Сокуров Александр — «В центре океана»
28. Столяров Андрей — «Мы, народ»
29. Файн Александр — «Среди людей»
30. Фигль-Мигль — «Ты так любишь эти фильмы»
31. Черчесов Алан — «Дон Иван»
32. Чижова Елена — «Терракотовая старуха»